# Association Sportive et Culturelle La Linguère
L'Association Sportive et Culturelle La Linguère és un club de futbol senegalès de la ciutat de Saint Louis. Els seus colors són el groc i el negre.

## Història
El club va ser fundat el 14 de setembre de 1969 per la fusió dels clubs Saint-Louisienne i Espoir de Saint-Louis.

## Palmarès
- Lliga senegalesa de futbol:[3]
  - 1957 (AAS Saint-Louisienne)
- Copa senegalesa de futbol:[2]
  - 1961 (Espoir Saint-Louis)
  - 1966 (AAS Saint-Louisienne)
  - 1971, 1988, 1990, 2007

## Futbolistes destacats
- El Hadji Diouf